# Antonio III Moncada
Antonio Moncada e Moncada, conte di Adernò (... – Paternò, 1549), è stato un nobile, politico e militare italiano del XVI secolo.

## Biografia
Nacque nella seconda metà del XV secolo da Guglielmo Raimondo, conte di Adernò e da Contissella Moncada Esfar dei conti di Caltanissetta. Sposò la nobildonna Giovanna Eleonora de Luna Rosso, figlia di Sigismondo, conte di Sclafani, come disposto dai capitoli matrimoniali stilati nel 1492 dal padre e dal nonno paterno il conte Giovanni Tommaso Moncada, con Donna Beatrice Rosso Spatafora, madre della Luna. Dal matrimonio nacquero quattro figli. Alla morte del padre fu investito dei titoli ereditati per via paterna e materna il 14 ottobre 1511 e 2 marzo 1517.
Nella rivolta del 1516 scoppiata in Sicilia dopo la morte del re Ferdinando il Cattolico contro il viceré Hugo de Moncada, il Conte di Adernò fece parte della fazione filospagnola che lo sosteneva. Insieme a Pietro Cardona, conte di Collesano, difese il Palazzo del Viceré a Palermo dagli assalti dei cittadini rivoltosi.
Ristabilito l'ordine a Palermo, nuovo presidente del Regno di Sicilia fu nominato Giovanni Vincenzo de Luna, conte di Caltabellotta, cognato del Conte di Adernò, il quale lo inviò a Catania, dove i fautori del viceré erano stati cacciati dalle cariche pubbliche a furor di popolo. La missione del Moncada a Catania, non ebbe successo per la efficace resistenza armata dei suoi cittadini. Con la nomina a luogotenente del Regno di Sicilia di Ettore Pignatelli, duca di Monteleone nel 1517, fu ristabilito l'ordine in tutta l'isola, ma solo temporaneamente, poiché nell'immediato scoppiò a Palermo una nuova rivolta antispagnola, capeggiata da Giovan Luca Squarcialupo, con l'obiettivo di eliminare definitivamente dalla scena politica dell'isola tutti i vecchi esponenti della fazione del Moncada, ritornati in auge col Pignatelli. In questa occasione, il Conte Moncada fu costretto a fuggire dalla capitale assieme ad altri della sua fazione, e riparò nei suoi feudi del Catanese.
La città di Catania, nonostante rimase fedele al viceré Pignatelli, che vi nominò capitano di giustizia il nobile Raimondo Bonajuto, appartenente alla fazione moncadiana nel 1516, non era del tutto sicura, poiché tale nomina incontrò l'opposizione di Gianfrancesco Paternò, barone di Raddusa, il quale ritiratosi a Lentini e Militello, vi organizzò assieme ad altri aderenti alla sua fazione, una rivolta armata analoga a quella palermitana. Nonostante i tentativi fatti dal vescovo Gaspare Ponz per trattare ed arrivare ad una tregua, il 21 agosto 1517, il Barone di Raddusa e i suoi seguaci, attaccarono Catania, dove furono accolti dalla plebe locale, e vi commisero saccheggi e distruzioni varie. Il Conte di Adernò, che dirigeva la difesa della città etnea, si dovette ritirare ben presto dalla battaglia, a causa di una ferita ricevuta in uno scontro con gli assedianti sotto le mura della città.
Rientrato a Catania dopo il periodo di convalescenza, ed esauritesi le rivolte nell'isola, il viceré Duca di Monteleone lo nomino capitano d'armi della città. Carlo V d'Asburgo, divenuto nuovo Re di Spagna, con privilegio dato il 30 agosto 1519 ed esescutoriato il 30 gennaio 1521, gli diede conferma degli antichi privilegi di famiglia, come ricompensa per la sua fedeltà al governo vicereale. Lo stesso sovrano spagnolo, lo risarcì con la confisca dei beni dei rivoltosi, che distrussero anche le sue proprietà.  Nel 1522, fu nominato capitano generale delle milizie del Regno di Sicilia, e nel 1527 vicario viceregio e capitano d'armi in Val di Noto: in tale qualità, nel 1528 cacciò da Augusta un'armata navale della Repubblica di Venezia, che l'aveva occupata.
Nel 1526, acquistò all'asta la baronia di Motta Sant'Anastasia, di cui ebbe investitura il 7 maggio dell'anno medesimo, e contestualmente vendette i feudi nisseni di Grasta e Gebbiarossa, ad un Pietro Fisauli, quelli di Graziano e Gallidoro, Piscazzi Soprani e San Martino, ad un Giuseppe Caruso. Il Conte Moncada fu oggetto di rivolte da parte del notabilato di Paternò e di Caltanissetta, che promossero istanza per la riduzione al demanio delle loro città, rispettivamente nel 1535 e nel 1547. Essi lamentavano gli abusi commessi dal loro feudatario, nonché l'esosità delle gabelle che gli venivano imposte.
Morì a Paternò nel 1549, dove da molti anni aveva fissato la propria dimora. 

### Matrimoni e discendenza
Antonio Moncada e Moncada, VII conte di Adernò e XI conte di Caltanissetta, dalla consorte Giovanna Eleonora de Luna Rosso ebbe quattro figli:
- Stefania, che sposò Pietro Ponzio de Marinis, barone delle Favare;
- Francesca, che sposò Giovanni Marullo, barone di Condojanni;
- Lucrezia, che sposò Ludovico Bardi Mastrantonio Lancia, marchese di Sambuca;
- Francesco, I principe di Paternò (1510-1566), che sposò Caterina Pignatelli Carafa, figlia di Camillo, conte di Borrello, da cui ebbe sette figli. Da questi fiorì il ramo dei Moncada dei Principi di Paternò.[12]

Vedovo della moglie dal 1531, prima di morire aveva intrecciato una relazione con una certa Giovannella - fattasi poi suora al Monastero della Santissima Annunziata di Paternò - dalla quale ebbe i figli Ippolita e Clareano, entrambi divenuti religiosi, con il secondo che entrò a far parte dell'Ordine di San Giovanni.